# 重光 (高昌)
重光（620年—623年）是高昌君主麴伯雅的年號，共4年。
也有文献认为是麴文泰的年号。

## 纪年
| 重光 | 元年  | 二年  | 三年  | 四年  |
| ---- | ----- | ----- | ----- | ----- |
| 公元 | 620年 | 621年 | 622年 | 623年 |
| 干支 | 庚辰  | 辛巳  | 壬午  | 癸未  |

- 同期存在的其他政权年号
  - 太平（616年十二月—622年十月）：隋朝時期楚政權林士弘年号
  - 五凤（618年十一月—621年五月）：隋朝時期夏政權窦建德年号
  - 天兴（617年三月—620年四月）：隋朝時期刘武周年号
  - 永隆（618年—628年四月）：隋朝時期梁政權梁師都年号
  - 始兴（618年十二月—624年二月）：隋朝時期燕政權高开道年号
  - 开明（619年四月—621年五月）：隋朝時期鄭政權王世充年号
  - 延康（619年九月—620年十二月）：隋朝時期梁政權沈法兴年号
  - 明政（619年九月—621年十一月）：隋朝時期吳政權李子通年号
  - 天造（622年正月—623年正月）：隋朝時期刘黑闼年号
  - 天明（623年八月—624年三月）：隋朝時期輔公祏年号
  - 進通（623年）：隋朝時期王摩沙年号
  - 武德（618年五月—626年十二月）：唐朝政权唐高祖李淵年号
  - 建福（584年—634年）：新羅真平王之年號